# Jørgen Dragsdahl
Jørgen Johannes Dalitz Dragsdahl (født 11. maj 1949) er dansk journalist, der har fokus på amerikansk sikkerhedspolitik. Han har tidligere været ansat, bl.a. som korrespondent, ved Danmarks Radio (Orientering), og Dagbladet Information.

## Ungdom og arbejde som journalist
Dragsdahl er født ind i et hjem præget af kirke- og højskolemiljøet. Han er søn af præsten, højskolemanden og modstandsmanden Johannes Dragsdahl. I 1966 besøgte Dragsdahl USA på et fem uger langt ophold i tiden mellem 2. og 3. g. på Bagsværd Kostskole. Det var dengang usædvanligt at have været over Atlanten. Debatterne om Vietnamkrigen prægede Dragsdahl fra at være højreorienteret til at bevæge sig politisk til venstre.
Jørgen Dragsdahl har i en lang periode 1977-1995 været en journalist med interesse i sikkerhedspolitiske emner i Danmark. Han var i hele denne periode udenrigspolitisk medarbejder ved Dagbladet Information og i perioder udstationeret i USA.  
Indtil 1985, hvor Mikhail Gorbatjov blev valgt som kommunistisk generalsekretær i Sovjetunionen, kunne Øst og Vest ikke finde mulighed for en afgørende nedrustning. Men det skete efter mødet mellem Gorbatjov og den amerikanske præsident Ronald Reagan i Reykjavik på Island i 1986. Mødet førte til INF-aftalen. Derefter fulgte flere aftaler mellem Øst og Vest. Og den kolde krig ophørte i 1991. 
I denne periode var Jørgen Dragsdahl en ledende pennefører for det udenrigspolitiske flertal i Folketinget, der førte den såkaldte fodnotepolitik, hvor man krævede at regeringen under statsminister Poul Schlüter tog forbehold overfor NATO's opstilling af mellemdistanceraketter, der skulle modsvare de SS-20-raketter, som Sovjetunionen havde opstillet fra midt i 1970'erne. I 1986 blev der i Reykjavik indgået en nedrustningaftale, hvis udformning fodnotepartierne tidligere havde modsat sig (den dobbelte nulløsning). Nye mellemdistanceraketter kunne derefter ikke opstilles i Europa. En hel klasse missiler (raketter) forsvandt, og 2.692 raketter blev destrueret. Senere indgik USA og Sovjetunionen også store aftaler om at reducere konventionelle styrker i Europa. 
I bogen "Gensyn med Den kolde Krig" fra forlaget Eirene 1992 kan man læse udvalgte artikler fra Jørgen Dragsdahl fra perioden 1977-1990.

## Politisk aktiv
I sin ungdom studerede Jørgen Dragsdahl historie, men var ofte mere optaget af begivenheder i samfundet. Han engagerede sig således i bevægelsen mod Vietnamkrigen. 
Siden var Jørgen Dragsdahl medlem hos Venstresocialisterne, hvor han fik sæde i partiets Internationale Udvalg. Da Bobby Seale, leder af den militante organisation De Sorte Pantere, blev inviteret til Danmark af VS i marts 1969, var den 20-årige Jørgen Dragsdahl ansvarlig organisator.
Dragsdahl var i 1980 sammen med bl.a. Poul Villaume medstifter af Nej til Atomvåben.

## Beskyldt for at være KGB-agent

### Sagen modEkstra Bladet
Både i 1992 og i 2007 blev Dragsdahl beskyldt for at have været agent for KGB. I 1994 endte sagen mellem Dragsdahl og Ekstra Bladet med et forlig ved Østre Landsret, hvor Ekstra-Bladet måtte give en uforbeholden undskyldning og en erstatning til Dragsdahl, fastsat af retten.

### Sagen mod Bent Jensen ogJyllandsposten
I et interview i Jyllands-Posten, der blev bragt 14. januar 2007, hævdede historikeren Bent Jensen at have fundet beviser i PETs arkiver på, at Dragsdahl var betalt agent for KGB under den kolde krig. Dette fik Dragsdahl til at stævne Jyllandsposten og Bent Jensen for injurier. Sagen har været igennem byretten, hvor Bent Jensen blev dømt for injurier og dømt til at give Jørgen Dragsdahl en rekordstor erstatning på 200.000 kr. Bent Jensen har anket sagen til landsretten. Dagbladet Information bragte 14.-15. februar 2009 historien om, at chefen for PET, Jakob Scharf, i et brev til Højesteret den 22. januar 2009 meddelte at "...efterretningstjenesten kan dog oplyse, at hverken bilagene 12 eller 13 [de omstridte dokumenter der ifølge Bent Jensen beviser at Dragsdahl var agent for KGB] eller de andre i editionsbegæringen anførte dokumenter har et indhold som anført i kæreskriftet (underskrevet) Jakob Scharf, politimester." Bent Jensen fastholdt dog sin påstand om, at de to dokumenter med "500 procent" sikkerhed indeholder klare beviser på det modsatte, og anmodede PET om at fremlægge de omstridte dokumenter under den verserende retssag, hvilket PET afviste at gøre. Højesteret pålagde imidlertid den 17. april 2009 PET at fremlægge dokumenterne.
I en artikel i Information den 7. juli 2009 kom det i forbindelse med kommissionsundersøgelsen af PET frem, at efterretningstjenesten pga. mistanke om, at Dragsdahl var KGB-spion, havde aflyttet og overvåget ham fra februar 1983 til oktober 1985. PET nåede på baggrund heraf, i modsætning til hvad Bent Jensen hævdede, ikke frem til den konklusion, at Dragsdahl var KGB-agent. Daværende operationel chef i PET, Per Larsen, udtalte: "Der blev aldrig ført bevis for, at Dragsdahl skulle have lavet ulovligheder, og derfor kom der ikke noget ud af sagen."
Den 7. maj 2010 fastslog retten i Svendborg i en injuriesag, Jørgen Dragsdahl havde rejst mod professor Bent Jensen, at det var ærekrænkende, at Bent Jensen i en artikel i Morgenavisen Jyllands-Posten i 2007 beskyldte journalisten Jørgen Dragsdahl for at være påvirkningsagent for det daværende Sovjetunionen og for at sprede misinformation for at tjene Sovjets sag. Bent Jensen blev idømt 20 dagbøder à 2.000 kroner og at betale en erstatning på 200.000 kroner samt sagens omkostninger.
Bent Jensen valgte efterfølgende at anke dommen.

#### Sagen i landsretten og Højesteret
Østre Landsret påbegyndte behandlingen af ankesagen den 2. september 2013. Blandt de indkaldte vidner var Ole Stig Andersen, chefen for PET fra 1975-1984, som ikke havde vidnet i byretten. Denne erklærede i retten, at PET var af den opfattelse, at Dragsdahl har været påvirkningsagent for KGB og den direkte anledning til, at klassificeret materiale blev hemmeligholdt for medlemmerne af Sikkerheds- og Nedrustningspolitisk Udvalg (SNU), mens Dragsdahl deltog i SNU's møder.
Ved dom af 25. oktober 2013 afgjorde Østre Landsret, at Bent Jensen ikke kunne dømmes for injurier ved at have betegnet Dragsdahl som agent, idet landsretten vurderede, "at Bent Jensen [havde] haft tilstrækkeligt faktuelt grundlag for sine udtalelser.
I slutningen af januar 2014 afgjorde Procesbevillingsnævnet, at sagen kunne ankes til Højesteret.
Der faldt dom 3. juni 2015. Højesterets afgørelse var, at Bent Jensen blev idømt 10 dagbøder à 1.000 kr. som skyldig i injurier. Han skal endvidere betale en godtgørelse på 100.000 kroner for tort og 502.700 kroner for sagsomkostninger i byret og landsret til Jørgen Dragsdahl. 